# Frozen (film 2010)
Frozen – amerykański thriller z 2010 roku, którego scenarzystą i reżyserem jest Adam Green. W głównych rolach wystąpili: Emma Bell, Shawn Ashmore i Kevin Zegers. Film trwa godzinę i 34 minuty, był kręcony w Utah w USA. Film był nominowany do Nagrody Saturn w kategorii Najlepszy horror.

## Fabuła
Trójka snowboardzistów zostaje uwięziona na wyciągu krzesełkowym, gdy ochrona wyciągu niespodziewanie, wcześniej niż zwykle wyłącza wyciąg. Wiedząc, że kurort będzie nieczynny do następnego weekendu, trójka zmuszona jest wydostać się z wyciągu, zanim zamarznie na śmierć.

## Obsada
Wybrane role
- Emma Bell - Parker O'Neill
- Shawn Ashmore - Joe Lynch
- Kevin Zegers - Dan Walker
- Rileah Vanderbilt - Shannon
- Ed Ackerman - Jason
- Adam Johnson - Rifkin
- Christopher York - Ryan
- Peder Melhuse - kierowca
- Kane Hodder - Cody
- Will Barratt - Sullivan
- Adam Green - mężczyzna na wyciągu
- Joe Lynch - mężczyzna na wyciągu
- Cody Blue Snider - fan Twisted Sister w kawiarni